# Pierre Wittgenstein
Pour les articles homonymes, voir Wittgenstein (homonymie).
 (mai 2019).
Si vous disposez d'ouvrages ou d'articles de référence ou si vous connaissez des sites web de qualité traitant du thème abordé ici, merci de compléter l'article en donnant les références utiles à sa vérifiabilité et en les liant à la section « Notes et références ».
Louis-Adolphe-Pierre, prince de Sayn-Wittgenstein (en russe : Пётр Христиа́нович Ви́тгенштейн, Piotr Khristyanovitch Wittgenstein ; en allemand : Ludwig Adolph Peter Fürst zu Sayn-Wittgenstein), né le 5 janvier 1769 à Pereslavl-Zalesski et mort le 11 juin 1843 à Lemberg, est un generalfeldmarschall de l'armée impériale russe qui prit part aux guerres napoléoniennes. Il combattit la Grande Armée, vainement à Austerlitz en 1805 et à Friedland en 1807, mais avec plus de réussite lors de la campagne de Russie (1812), de la campagne d'Allemagne (1813) et de la campagne de France (1814) .

## Biographie
Né comte Louis Adolphe Pierre de Sayn-Wittgenstein-Ludwigsbourg, il est issu d'une famille prussienne de comtes immédiats vivant à Berleburg. Ses parents étaient le comte Christian Louis Casimir de Sayn-Wittgenstein-Ludwigsburg et sa première femme, née comtesse Amalie Ludowika Finck von Finckenstein.
Il commence sa carrière dans le régiment de Semionovski et devient cornette en 1790, puis sous-lieutenant en 1791, major en 1793 dans le régiment de cavalerie légère de Petite Russie, où il fait ses premières armes pendant la campagne de Pologne. Il est nommé major-général en 1799 et commande en 1800 le régiment de hussards de Marioupol. Il est dans le corps d'armée russe en 1805 pour défendre l'Autriche sous le ordres de Miloradovitch et Bagration.
Il participe donc à la bataille d'Austerlitz dans l'armée russe, puis se bat contre les Turcs en 1806, et à nouveau contre Napoléon en 1807 à la bataille de Friedland et enfin contre les Suédois en Finlande.
Il a un rôle décisif lors de la campagne de Russie où il commande l'aile droite de l'armée russe. Il se distingue à trois reprises, une première fois à Kliastitsy où il est blessé à la tête puis deux fois à Polotsk en neutralisant l'aile gauche de l'envahisseur qui menaçait Saint-Pétersbourg et couvrait le flanc gauche de la Grande Armée en marche vers Moscou. Pierre Wittgenstein reçoit l'ordre impérial et militaire de Saint-Georges de deuxième classe. On rapporte qu'Alexandre Ier de Russie l'appelle désormais : « le sauveur de Saint-Pétersbourg ».
En janvier 1813, après la mort de Golnichtchev-Koutouzov, il est nommé général en chef de l'armée russe qu'il commande à Lützen et à Bautzen. Il entre, avec l'armée prussienne sous les ordres de Yorck von Wartenburg, à Berlin le 7 mars 1813. Il devait commander les deux armées, mais après les défaites de la campagne au printemps, il quitte ce poste. Il prend part aux batailles de Dresde et de Leipzig. Il poursuit l'ennemi lors la campagne de France (1814) et est grièvement blessé à la jambe lors de la bataille de Bar-sur-Aube le 27 février 1814 en commandant le 6e corps, dans l'armée du prince de Schwarzenberg. Cette blessure l'oblige à quitter le service en mars. Il retourne en Russie en 1817 et devient conseiller d'État en 1818.
Il est promu maréchal en 1823, et commandant de l'armée russe en 1828 pendant la guerre russo-turque. Mais sa santé défaillante l'oblige à prendre sa retraite. En 1834, le roi de Prusse lui donne le titre de Fürst (prince) zu Sayn-Wittgenstein.
Le 27 juin 1798, il se marie à la comtesse Antonia Cäcilie Snarska avec qui il eut onze enfants.
Il meurt le 11 juin 1843 à Lemberg, où il s'occupait des affaires de son fils Ludwig zu Sayn-Wittgenstein-Berleburg (en). Le maréchal-prince de Wittgenstein est le grand-père du prince Nikolaï Petrovitch Troubetskoï.

## Hommages
Le 25 août 2008, la Transnistrie a mis en circulation une pièce de 100 roubles en argent dédiée au maréchal.